# Чистополье (Ярославская область)
Чистополье — деревня в Даниловском районе Ярославской области. Входит в состав Дмитриевского сельского поселения.

## География
Находится в северо-восточной части Ярославской области на расстоянии приблизительно 15 км на юг-юго-запад по прямой от железнодорожного вокзала города Данилова, административного центра района.

## История
Деревня была отмечена еще на карте 1798 года. В 1859 году здесь (тогда сельцо Даниловского уезда Ярославской губернии) было учтено 5 дворов, в 1898 — 5.

## Население
Численность населения: 82 человека (1859 год), 1 (русские 100 %) в 2002 году, 2 в 2010.